# Maijansaari (ö i Päijänne-Tavastland, Lahtis, lat 61,23, long 25,80)
Maijansaari är en ö i Finland. Den ligger i sjön Ruotsalainen och i kommunen Asikkala i den ekonomiska regionen  Lahtis ekonomiska region  och landskapet Päijänne-Tavastland, i den södra delen av landet, 130 km norr om huvudstaden Helsingfors. Öns area är 0,1 hektar och dess största längd är 70 meter i öst-västlig riktning.